# Finale de la Coupe d'Europe des vainqueurs de coupe 1968-1969
La finale de la Coupe d'Europe des vainqueurs de coupe 1968-1969 est la 9e finale de la Coupe d'Europe des vainqueurs de coupe, organisée par l'UEFA. Ce match de football a lieu le 21 mai 1969 au stade Saint-Jacques de Bâle, en Suisse.
Elle oppose l'équipe tchécoslovaque du Slovan Bratislava aux Espagnols du FC Barcelone. Le match se termine par une victoire des Bratislaviens sur le score de 3 buts à 2, ce qui constitue leur premier sacre dans la compétition ainsi que leur premier titre européen.
Il s'agit également du premier titre européen remporté par un pays d'Europe de l'Est.

## Parcours des finalistes
Note : dans les résultats ci-dessous, le score du finaliste est toujours donné en premier (D : domicile ; E : extérieur).
| Slovan Bratislava    | Slovan Bratislava | Slovan Bratislava | Slovan Bratislava |                     | FC Barcelone | FC Barcelone | FC Barcelone | FC Barcelone |
| -------------------- | ----------------- | ----------------- | ----------------- | ------------------- | ------------ | ------------ | ------------ | ------------ |
| Adversaire           | Total             | Aller             | Retour            | Tour                | Adversaire   | Total        | Aller        | Retour       |
| FK Bor               | 3 - 2             | 3 - 0 (D)         | 0 - 2 (E)         | Seizièmes de finale | FC Lugano    | 4 - 0        | 1 - 0 (E)    | 3 - 0 (D)    |
| FC Porto             | 4 - 1             | 0 - 1 (E)         | 4 - 0 (D)         | Huitièmes de finale | exempt       | exempt       | exempt       | exempt       |
| Torino Calcio        | 3 - 1             | 1 - 0 (E)         | 2 - 1 (D)         | Quarts de finale    | Lyn Oslo     | 5 - 4        | 3 - 2 (D)    | 2 - 2 (E)    |
| Dunfermline Athletic | 2 - 1             | 1 - 1 (E)         | 1 - 0 (D)         | Demi-finales        | FC Cologne   | 6 - 3        | 2 - 2 (E)    | 4 - 1 (D)    |

## Match
| ·             |                     |     |
| Titulaires :  |                     |     |
|               |                     |     |
| 1             | Alexander Vencel    |     |
| 2             | Jozef Fillo (cs)    |     |
| 3             | Vladimír Hrivnák    |     |
| 4             | Ján Zlocha          |     |
| 5             | Alexander Horváth   |     |
| 6             | Ivan Hrdlička       |     |
| 7             | Ľudovít Cvetler     |     |
| 8             | Ladislav Móder (en) | 67e |
| 9             | Jozef Čapkovič      |     |
| 10            | Karol Jokl          |     |
| 11            | Ján Čapkovič        |     |
|               |                     |     |
| Remplaçants : |                     |     |
| 14            | Bohumil Bizoň (cs)  | 67e |
|               |                     |     |
| Entraîneur :  |                     |     |
| Michal Vičan  |                     |     |

| ·                |                     |     |
| Titulaires :     |                     |     |
|                  |                     |     |
| 1                | Salvador Sadurní    |     |
| 2                | Josep Franch        | 11e |
| 3                | Eladio Silvestre    |     |
| 4                | Joaquim Rifé        |     |
| 5                | Ferran Olivella     |     |
| 6                | Pedro Zabalza       |     |
| 7                | Carlos Pellicer     |     |
| 8                | Santiago Castro     | 46e |
| 9                | José Antonio Zaldúa |     |
| 10               | Josep Maria Fusté   |     |
| 11               | Carles Rexach       |     |
|                  |                     |     |
| Remplaçants :    |                     |     |
| 13               | Jesús María Pereda  | 11e |
| 14               | Mendonça            | 46e |
|                  |                     |     |
| Entraîneur :     |                     |     |
| Salvador Artigas |                     |     |

| ·             |                     |     |
| Titulaires :  |                     |     |
|               |                     |     |
| 1             | Alexander Vencel    |     |
| 2             | Jozef Fillo (cs)    |     |
| 3             | Vladimír Hrivnák    |     |
| 4             | Ján Zlocha          |     |
| 5             | Alexander Horváth   |     |
| 6             | Ivan Hrdlička       |     |
| 7             | Ľudovít Cvetler     |     |
| 8             | Ladislav Móder (en) | 67e |
| 9             | Jozef Čapkovič      |     |
| 10            | Karol Jokl          |     |
| 11            | Ján Čapkovič        |     |
|               |                     |     |
| Remplaçants : |                     |     |
| 14            | Bohumil Bizoň (cs)  | 67e |
|               |                     |     |
| Entraîneur :  |                     |     |
| Michal Vičan  |                     |     |

| ·                |                     |     |
| Titulaires :     |                     |     |
|                  |                     |     |
| 1                | Salvador Sadurní    |     |
| 2                | Josep Franch        | 11e |
| 3                | Eladio Silvestre    |     |
| 4                | Joaquim Rifé        |     |
| 5                | Ferran Olivella     |     |
| 6                | Pedro Zabalza       |     |
| 7                | Carlos Pellicer     |     |
| 8                | Santiago Castro     | 46e |
| 9                | José Antonio Zaldúa |     |
| 10               | Josep Maria Fusté   |     |
| 11               | Carles Rexach       |     |
|                  |                     |     |
| Remplaçants :    |                     |     |
| 13               | Jesús María Pereda  | 11e |
| 14               | Mendonça            | 46e |
|                  |                     |     |
| Entraîneur :     |                     |     |
| Salvador Artigas |                     |     |